# Otostephanos monteti
Otostephanos monteti is een raderdiertjessoort uit de familie van de Habrotrochidae. De wetenschappelijke naam van deze soort is voor het eerst geldig gepubliceerd in 1916 door Colin Milne.